# Ню-Гамстеде
Ню-Гамстеде (нід. Nieuw-Haamstede) — селище в нідерландській провінції Зеландія. Входить до муніципалітету Схаувен-Дьойвеланд.
Його площа — 1,06 км², а населення станом на 2021 рік становило 410 осіб.